# Jacques de Châtillon
Ne doit pas être confondu avec Jacques Ier de Châtillon.
Jacques de Châtillon, seigneur de Dampierre, né en 1365 et mort le 25 octobre 1415 à la bataille d'Azincourt, est un militaire et aristocrate français des XIVe et XVe siècles. Il est amiral de France de 1408 à sa mort.

## Biographie
Il est le fils de Hugues de Châtillon, seigneur de Dampierre, grand-maître des arbalétriers de France, et d'Agnès de Soyécourt, dame de Séchelles.
Il épouse Jeanne de la Rivière, fille de Bureau de La Rivière, en 1392.
Il devient amiral de France le 23 avril 1408 sous les ordres de Charles VI de France. Il est inhumé en l'Abbaye de bénédictins d'Auchy.

## Galerie des Batailles
Sculpté par Eugène-André Oudiné le buste de Jacques de Châtillon se situe dans la Galerie des Batailles au musée de l'Histoire de France, située au premier étage de l'aile du Midi du château de Versailles.

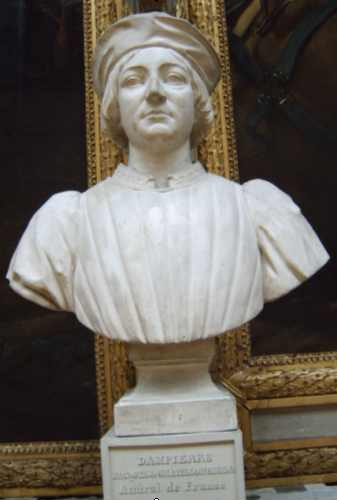
Buste dans la Galerie des Batailles au musée de l'Histoire de France, située au premier étage de l'aile du Midi du château de Versailles.

## Sources et bibliographie
- Charles Gavard, Galeries historiques du Palais de Versailles, vol. 7, Imprimerie Royale, 1842 (lire en ligne)